# Marsia (Tagliacozzo)
Marsia è una località turistica montana, estiva e invernale, del comune di Tagliacozzo (AQ), in Abruzzo. È situata alle pendici del monte Midia a 1.422 m s.l.m. Il suo territorio è circondato dalla vasta faggeta dei monti Simbruini.

## Geografia fisica

### Territorio
Il comprensorio di Marsia è collocato tra i 1.422 e i 1.450 m s.l.m. ed è circondato dai monti Simbruini e Carseolani, appartenenti all'Appennino centrale abruzzese. In quest'area della Marsica, situata al confine occidentale dell'Abruzzo con il Lazio, si trova una tra le più vaste faggete presenti in Europa. Sul versante marsicano, a Cappadocia, Pereto e Tagliacozzo, presenta vari accessi; oltre a Marsia, i più percorsi si trovano a Camporotondo, al rifugio di Campo Catino e a Roccacerro.
Il vicino valico del monte Bove, situato a 1.220 m s.l.m. lungo la via Tiburtina Valeria, segna i confini dei territori comunali di Tagliacozzo e Carsoli.

### Clima
Gode di un clima continentale con notevoli escursioni termiche tra il giorno e la notte: d'inverno si possono avere temperature al di sotto dei -20 °C nelle giornate serene. La temperatura più bassa registrata è di ben -35,8 °C avutasi in seguito all'ondata di freddo del febbraio 2012.

## Origini del nome

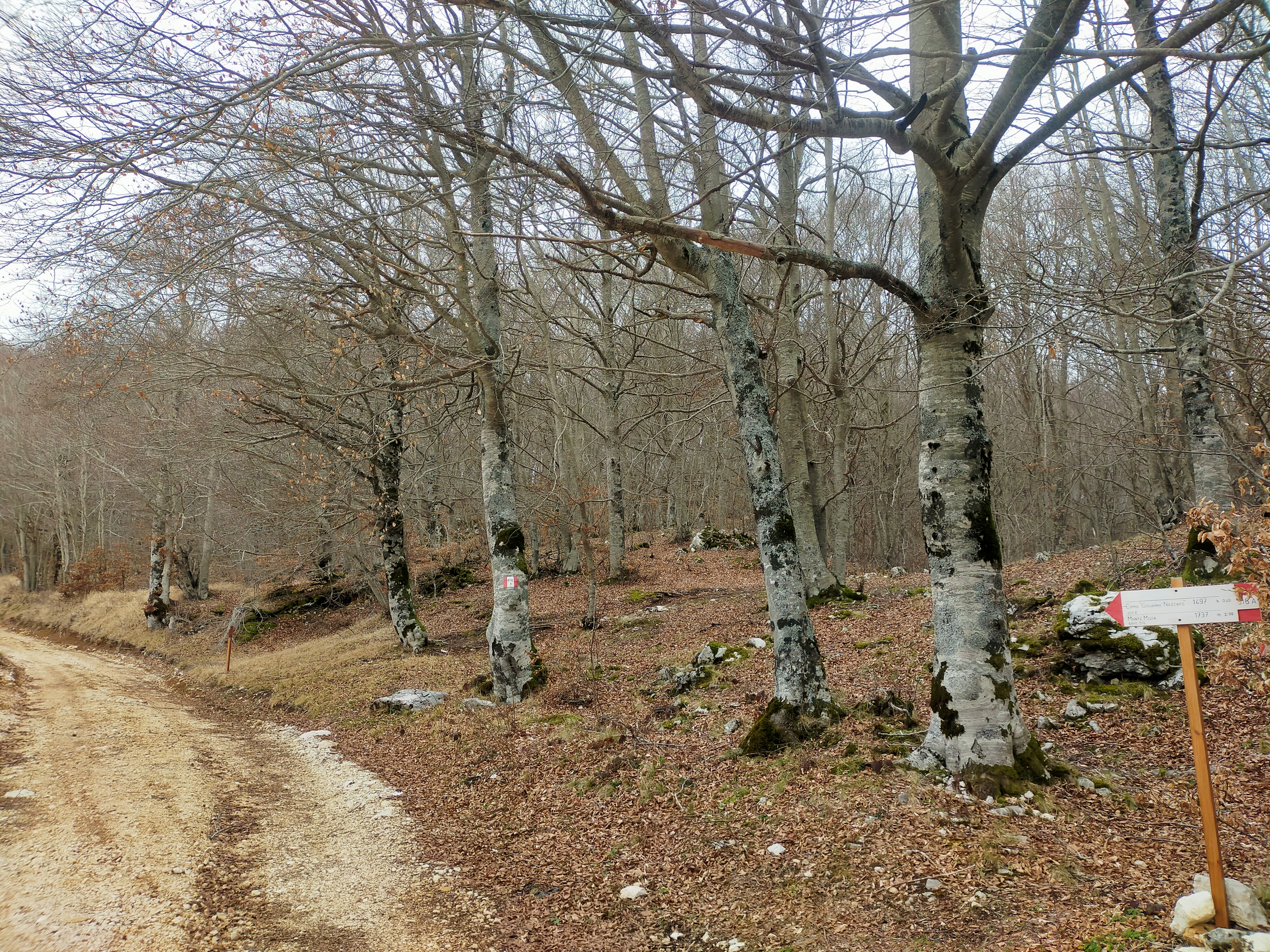
La "faggeta di Marsia"

Il luogo ha acquisito il nome di Marsia, figura della mitologia greca, che osò   sfidare il dio Apollo in una gara musicale con l'aulos, uno strumento musicale somigliante al flauto che suonava con una grazia ammaliatrice.

## Storia

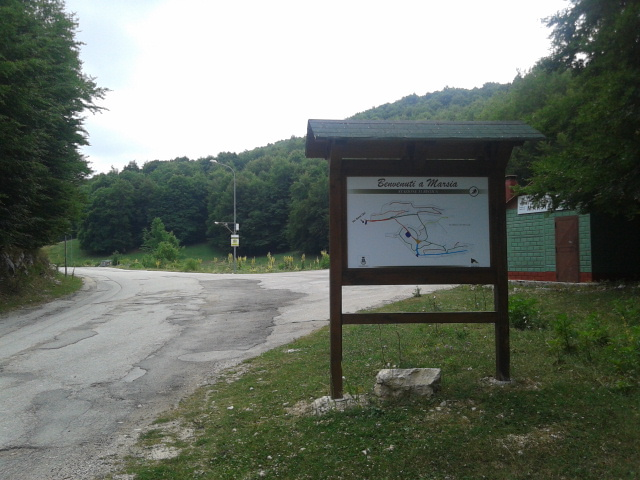
Accesso alla località turistica

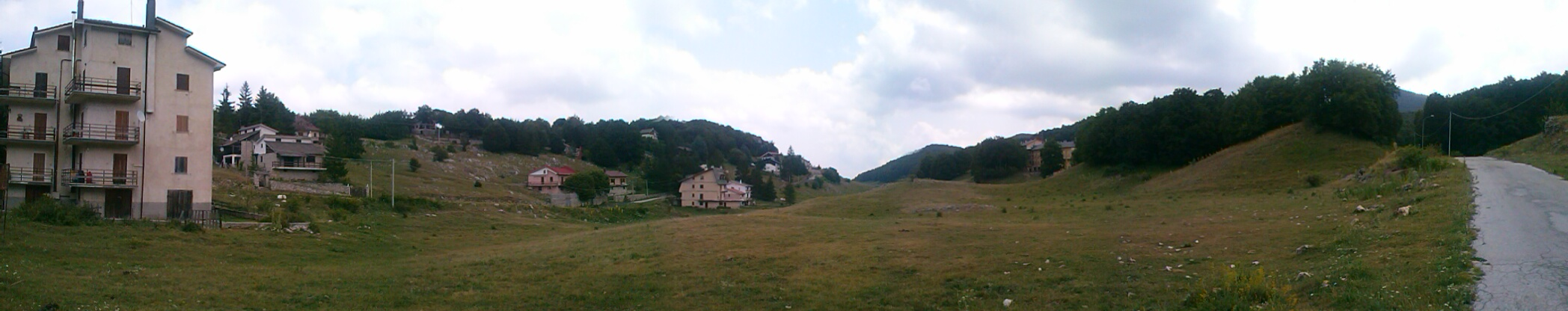
Veduta del comprensorio

Il territorio montuoso di Marsia è stato incluso dal Cinquecento tra i possedimenti dell'universitas di Roccacerro in seguito alla donazione dei Colonna, signori del ducato di Tagliacozzo e della contea di Albe. Con l'abolizione del feudalesimo il territorio di Roccacerro, inclusa Marsia, è stato aggregato dal 1811, anno dell'istituzione del distretto di Avezzano, al comune di Tagliacozzo.
I lavori per realizzare il piccolo centro montano iniziarono tra gli anni cinquanta e sessanta del XX secolo in seguito alla procedura di sdemanializzazione, mentre la stazione sciistica si è sviluppata a cominciare dagli anni sessanta. Quest'ultima, non più funzionante a cominciare dagli anni ottanta, è collocata a un'altitudine che varia tra i circa 1.450 e i 1.700 m s.l.m. sul versante orientale del monte Midia. Disponeva di alcune strutture ricettive, della seggiovia "Piccionara", due sciovie e sei piste da sci per un totale di oltre sei chilometri di piste, tra le quali quelle denominate "Marsicana", "Orso", "Baby" e "Scagnola", quest'ultima classificata come "pista nera" con una pendenza che poteva essere affrontata solo da sciatori esperti.
Prima della dismissione definitiva dei vecchi impianti sciistici avvenuta tra gli anni novanta e duemila, Marsia risultava essere una delle stazioni invernali più facilmente raggiungibili da Roma.
Dal primo decennio degli anni duemila il consorzio stradale di Marsia, l'amministrazione separata della Montagna Curio di Roccacerro e il comune di Tagliacozzo hanno sviluppato dei progetti di rilancio turistico del territorio.

## Monumenti e luoghi d'interesse
- Chiesetta della Madonna della Neve
- Cappella degli Alpini dedicata alla Madonna, edificata dall'Associazione Nazionale Alpini il 14 luglio 1996
- Cippo dedicato a Giovanni Nazzaro, collocato lungo il sentiero 516A del monte Midia a 1.497 m s.l.m.
- Lungo il sentiero per Montesabinese e Villa Romana di Carsoli, sul monte Fontecellese, è collocata la statua in bronzo dedicata a Sandro Iacuitti[10]

### Aree naturali
- Faggeta dei monti Simbruini, localmente detta "faggeta di Marsia"[1]
- Monte Midia (1.737 m s.l.m.) e monte Padiglione (1.627 m s.l.m.) inclusi nell'omonimo sottogruppo montuoso dei Carseolani
- Monte Bove (1.346 m s.l.m.)
- Monte Fontecellese (1.623 m s.l.m.)
- Tra le altre vette si possono raggiungere o ammirare la Cima Ceriotta, il monte Camiciola, la Cima della Mozzata, il monte Cesalarga, il monte Faito e il monte San Martino
- Sentiero di Morbano e Cacume, itinerario che conduce, oltre le valli della Dogana e di Campolungo, verso i due antichi insediamenti, dei quali restano poche tracce immerse nella faggeta simbruina tra i territori montani di Verrecchie e Pereto.
- Laghetto di Piano del Pozzo (1.342 m s.l.m.)[11]

## Infrastrutture e trasporti

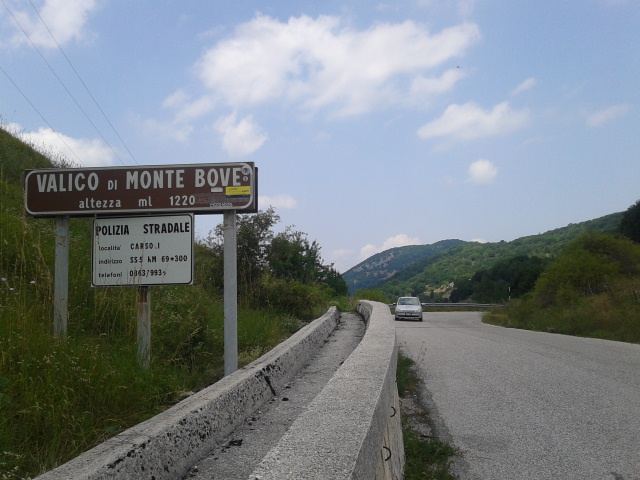
Valico di monte Bove

### Strade
Il centro turistico è raggiungibile da Tremonti e Roccacerro (Tagliacozzo) e da Colli di Monte Bove (Carsoli) attraverso il vecchio tracciato della strada statale 5 Via Tiburtina Valeria che congiunge sull'asse adriatico-tirreno Pescara e Avezzano a Roma; il vicino valico di monte Bove è collocato a 1.220 m s.l.m.
Una strada sterrata raggiunge dopo circa 15 chilometri Camporotondo, nel comune di Cappadocia sul versante abruzzese dei monti Simbruini, attraversando un vasto pianoro carsico posto in quota.

## Sport
Marsia è un punto di arrivo o di passaggio degli amanti del ciclismo, in particolare mountain bike ed e-bike, e del podismo su strada. È altresì un punto di partenza per i praticanti dell'escursionismo leggero verso i sentieri che si inerpicano sui  monti Simbruini e Carseolani.
Nella stazione sciistica si praticano perlopiù lo sci di fondo e lo sci alpinismo.
Nel 2025 è stata scelta come sede di arrivo della tappa Castel di Sangro-Tagliacozzo del Giro d'Italia.